# Геайнед
Геайнед (нім. Höheinöd) — громада в Німеччині, розташована в землі Рейнланд-Пфальц. Входить до складу району Південно-Західний Пфальц. Складова частина об'єднання громад Вальдфішбах-Бургальбен.
Площа — 10,87 км2. Населення становить 1218 ос. (станом на 31 грудня 2020).